# Lidrezing
Lidrezing (Duits: Liedersingen) is een gemeente in het Franse departement Moselle (regio Grand Est) en telt 89 inwoners (2009).
De gemeente maakt deel uit van het arrondissement Château-Salins en sinds 22 maart 2015 van het kanton Le Saulnois, toen het kanton Dieuze, waar de gemeente daarvoor onder viel, erin opging.

## Geografie
De oppervlakte van Lidrezing bedraagt 9,5 km², de bevolkingsdichtheid is dus 9,4 inwoners per km².
De onderstaande kaart toont de ligging van Lidrezing met de belangrijkste infrastructuur en aangrenzende gemeenten.

## Demografie
Onderstaande figuur toont het verloop van het inwonertal (bron: INSEE-tellingen).